# オゲレ・チェルビ
オゲレ・チェルビ（モンゴル語: Ögele Čerbi、生没年不詳）は、13世紀前半にモンゴル帝国に仕えたアルラト部出身の千人隊長の一人。
『元朝秘史』や『元史』などの漢文史料では斡歌連扯児必(wògēlián chĕérbì)/斡闊烈闍里必(wòkuòliè shélǐbì)、『集史』などのペルシア語史料ではاوکلا جربی(Ūkla Jarbī)と記される。オゲレン・チェルビ、オゲレイ・チェルビとも。

## 概要

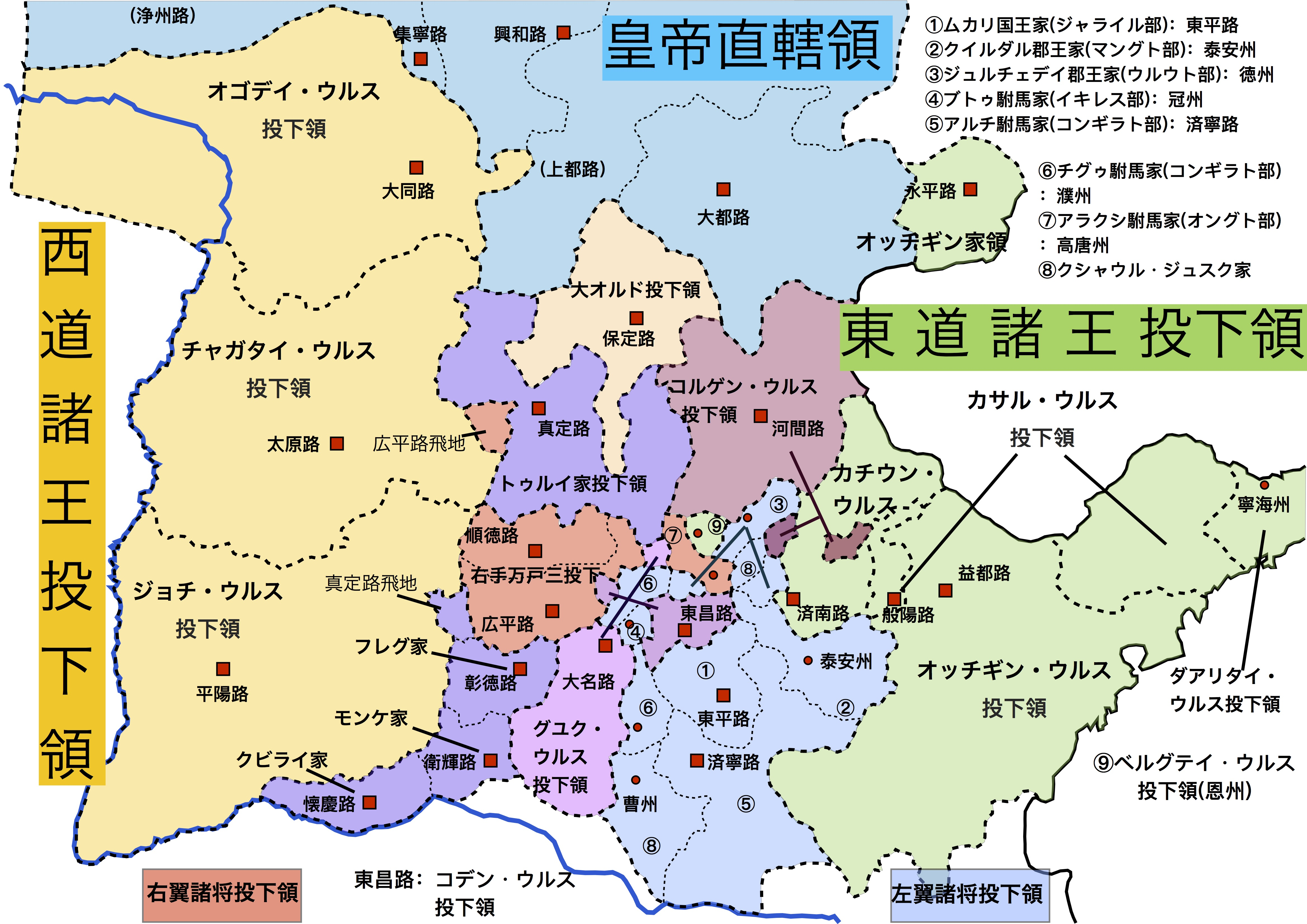
モンゴル時代の華北投下領。

『元朝秘史』によるとオゲレはアルラト部の出身で、後に右翼万人隊長となったボオルチュの弟であったという。一方、『集史』ではオゲレはスニト部の出身であるとされるが、これはドゴルク・チェルビと混同されたため生じた誤りではないかと考えられている。
チンギス・カンの第一次即位後、オゲレはドゴルク、ジェデイらとともに最初のコルチ（箭筒士）に任ぜられた。1203年、チンギス・カンはケレイト部を征服して大勢力となったモンゴル軍の軍制を再編成し、後の千人隊長制度、親衛隊（ケシクテイ）制度の原型を作り上げた。この時、オゲレはドダイ、ドゴルク、トルン、ブチャラン、スイケトゥらとともにチェルビ（侍従）に任ぜられ、ケシクテイ（親衛隊）の長官とされた。
その後、ナイマン部を征服しモンゴル高原の統一を達成したチンギス・カンは1206年にモンゴル帝国を建国し、同時に国家体制の整備も進めた。この時、1203年に原型の作られたケシクテイは大幅に規模が拡大されて1万を定員とし、オゲレはその中で1千の侍衛軍の長官とされた。
チンギス・カンの治世を通じてオゲレは親衛隊の長官として活動し続けたが、第2代皇帝オゴデイが即位するとオゲレは親衛隊の長官を解任され、新たに千人隊長に任ぜられた。そのため、『集史』「チンギス・カン紀」の「千人隊長一覧」では左翼19番目の千人隊長として名前が挙げられている。また、オゴデイは金朝を征服した後、征服地を「投下領」として諸王・勲臣に分配した（丙申年分撥）が、この時オゲレは「右手万戸三投下」の一人として広平路に投下領を与えられている。この投下領は右翼万人隊長ボオルチュの後継者ボロルタイを代表とする、オロナウル3氏族の長（アルラト氏のボオルチュとオゲレ、ケレングト氏のバダイとキシリク、コンゴタン氏と見られるテムデイ駙馬）に与えられたものの一部であった。

## アルラト部広平王ボオルチュ家
- ナク・バヤン（Naqu Bayan ＞納忽伯顔/nàhū bǎiyán）
  - 右翼万人隊長ボオルチュ・ノヤン（Bo'orču ＞孛斡児出/bówòérchū,بورچى نويان/būrchī nūyān）
    - 右翼万人隊長ボロルタイ（Boroldai ＞孛欒台/bóluántái,بورالتای/būrāltāī）
      - 西方大将バルジク（Balčiq ＞班里赤/bānlǐchì,بالجیق/bāljīq）
      - ジルカミシュ（J̌irqamiš ＞جیرقامیش/jīrqāmīsh）
      - オルク・ノヤン＝御史大夫ウズ・テムル（Üz temür ＞玉昔帖木児/yùxī tièmùér,اور تیمور/ūz tīmūr）
        - 広平王ムラク（Mulaq ＞木剌忽/mùlàhū）
          - 広平王アルクトゥ（Arqtu ＞阿魯図/ālŭtú）

        - 万人隊長トオリル（To'oril ＞脱憐/tuōlián）
        - 御史大夫トクトガ（Toqtoγa ＞脱忒哈/tuōtèhā）

    - アジュル・ノヤン（Aǰul Noyan ＞阿朮魯/āzhúlŭ,اجل نویان/ājul nūyān）
    - エル・テムル（El temür ＞یل تمور/īltimūr）

  - オゲレ・チェルビ（Ögele Čerbi ＞斡闊烈闍里必/wòkuòliè shélǐbì,اوکلا جربی/ūkla jarbī）